# Potter, Wisconsin
Potter är en ort (village) i Calumet County i Wisconsin i USA. Vid 2010 års folkräkning hade Potter 253 invånare.